# Omphale speciosa
Omphale speciosa är en stekelart som beskrevs av Christer Hansson 1996. Omphale speciosa ingår i släktet Omphale och familjen finglanssteklar. Inga underarter finns listade i Catalogue of Life.